# Jan Verhaert (trainer)
Jan Verhaert (Zwolle) is een Nederlands voormalig voetbaltrainer. In het seizoen 1974/75 stond hij samen met de Oostenrijkse Friedrich Donenfeld voor de groep bij PEC Zwolle. Na dit ene seizoen is hij aan de slag gegaan als hoofdtrainer bij SC Heracles. Bij die club was hij eerder al tussen 1970 en 1972 assistent-trainer geweest, Rinus Gosens was toen hoofdtrainer in Almelo. Bij SC Heracles bleef hij maar één seizoen hoofdtrainer na een teleurstellende 15e plaats in de Eerste divisie. Hierna is hij teruggegaan naar de amateurs.